# Luengera (Fluss)
Der Luengera (engl. Lwengera) ist ein Fluss im Nordosten Tansanias in der Region Tanga. Er ist ein Nebenfluss des Pangani. Sein Quellgebiet liegt in den südlichen Usambara-Bergen.  Er durchfließt den Hemagoma-Damm.